# Famille de Pontac
La famille de Pontac est une famille subsistante de la noblesse française, originaire de Bordeaux, anoblie en 1532 par la charge de secrétaire du roi. Ses membres ont eu à partir du XVIe siècle de nombreuses charges au parlement de Bordeaux et dans les différentes juridictions sises à Bordeaux. Cette famille a formé plusieurs branches dont seule subsiste la branche d'Anglade.

## Histoire
La famille de Pontac compte parmi ses membres des présidents à mortier, des premiers présidents et procureurs généraux au parlement de Bordeaux. Elle compte aussi un président de la cour des Aides de Guyenne, des trésoriers généraux de France et secrétaires du roi, des conseillers aux conseils d'État et privé, un évêque de Bazas et des officiers.
Une des branches éteintes a fondé le domaine viticole du château Haut-Brion.

## Filiation
- Arnaud Pontac, marchand, sous-maire de Bordeaux, contrôleur en la Comptablie de Bordeaux en 1513, marié le 2 octobre 1504 à Bordeaux avec Isabeau Voisin, eut pour fils[2] :
  - Jean Pontac, notaire, greffier au parlement de Bordeaux, marié le 23 avril 1526 avec Jeanne de Bellon
  - Louis de Pontac, secrétaire du roi en 1532, marié avec Catherine Leclerc, dont :
    - Étienne de Pontac (vers 1540 - 1607), contrôleur en la chancellerie du parlement de Bordeaux, trésorier de France en la généralité de Guyenne.

## Personnalités
- Arnaud de Pontac (vers 1530 - 1605), évêque de Bazas 1572-1605

## Armoiries
- De gueules, au pont à cinq arches d'argent, sur une rivière du même, ondée (ou ombrée) d'azur, supportant deux tours aussi d'argent[1] (alias : accompagné en chef d'une étoile fleurdelysée d'or[2])
- Supports : 2 lions
- Manteau de président à mortier

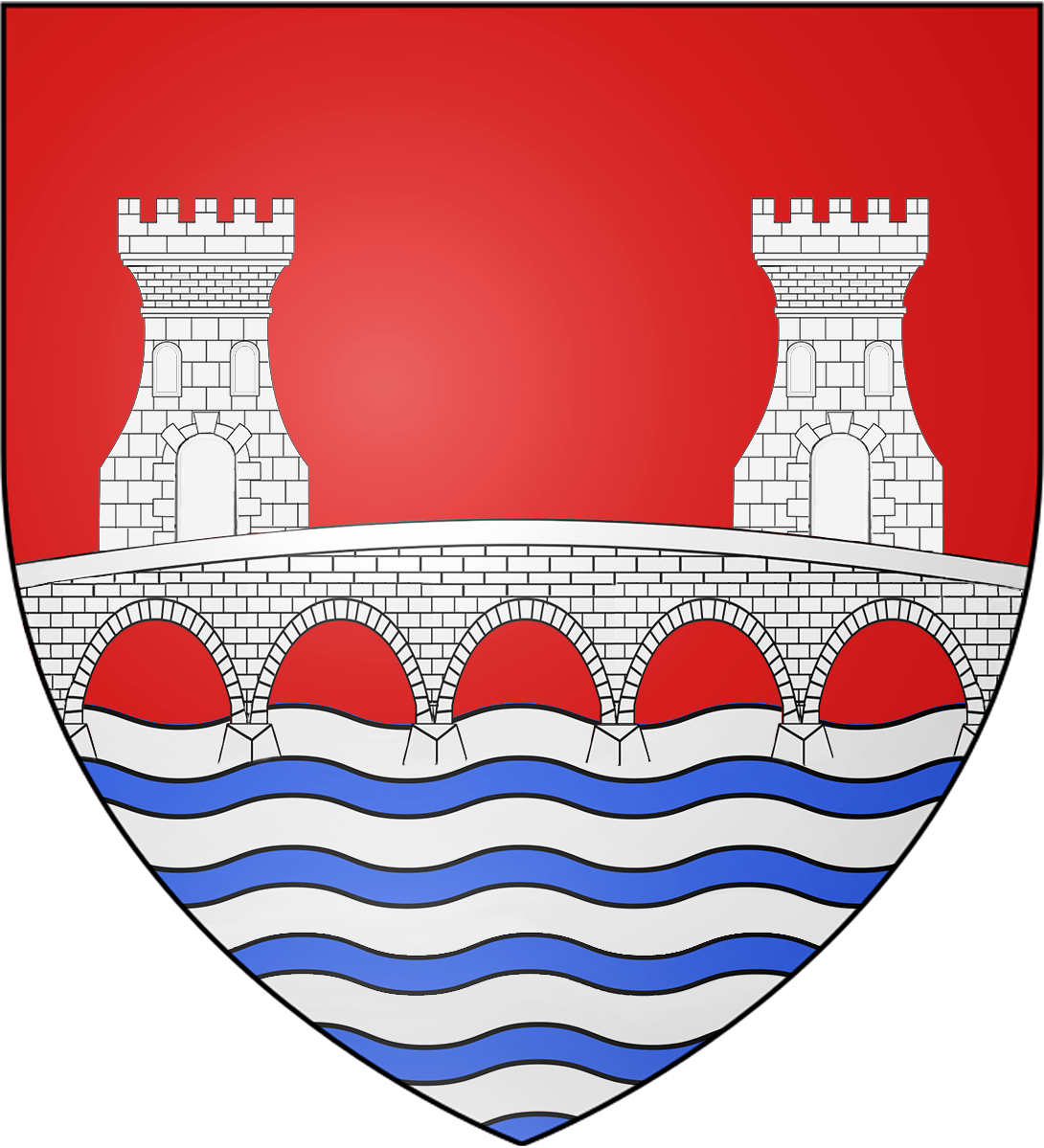
Armes Pontac, ondée
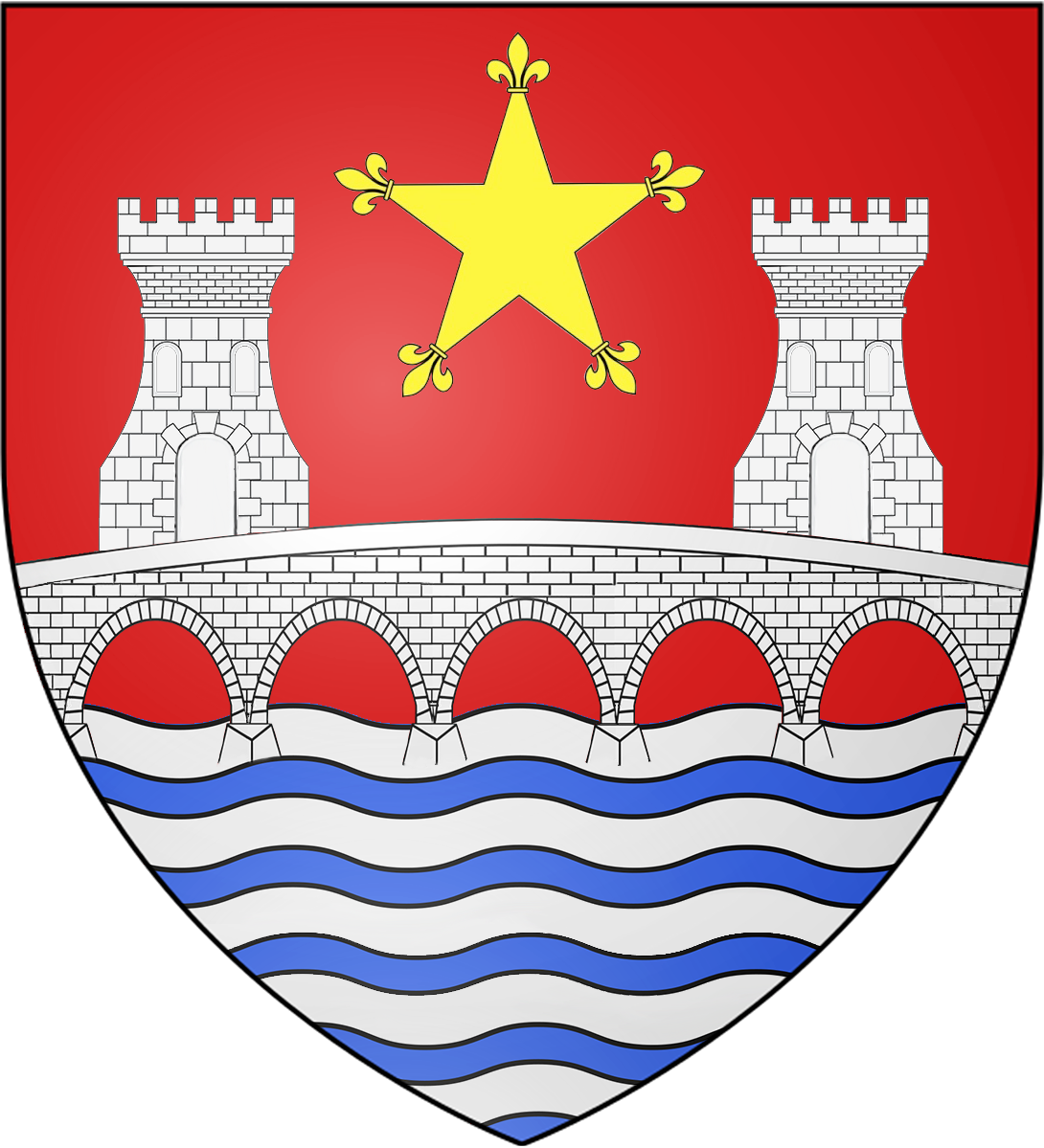
Armes Pontac, ondée (avec brisure)
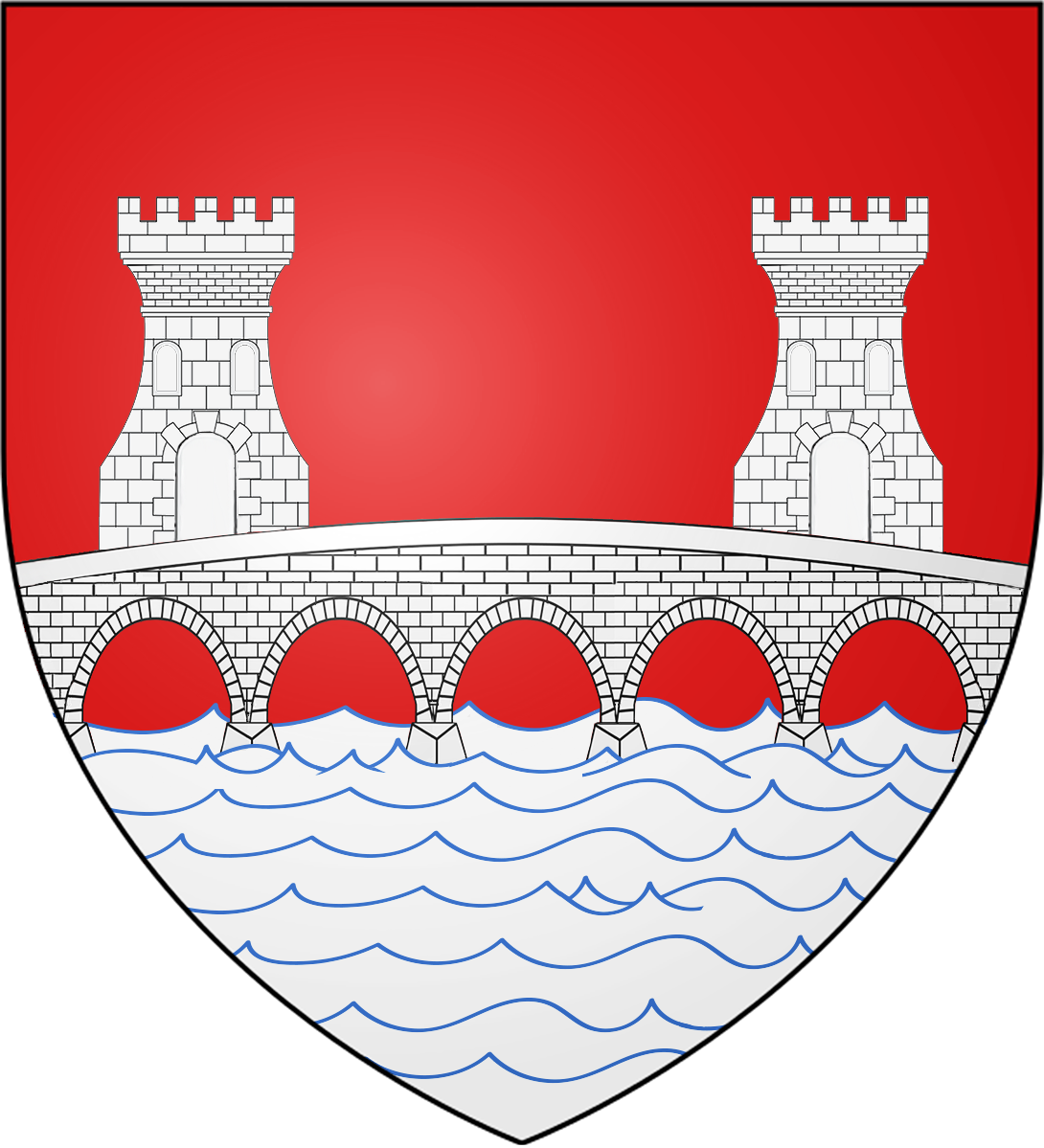
Armes Pontac, ombrée
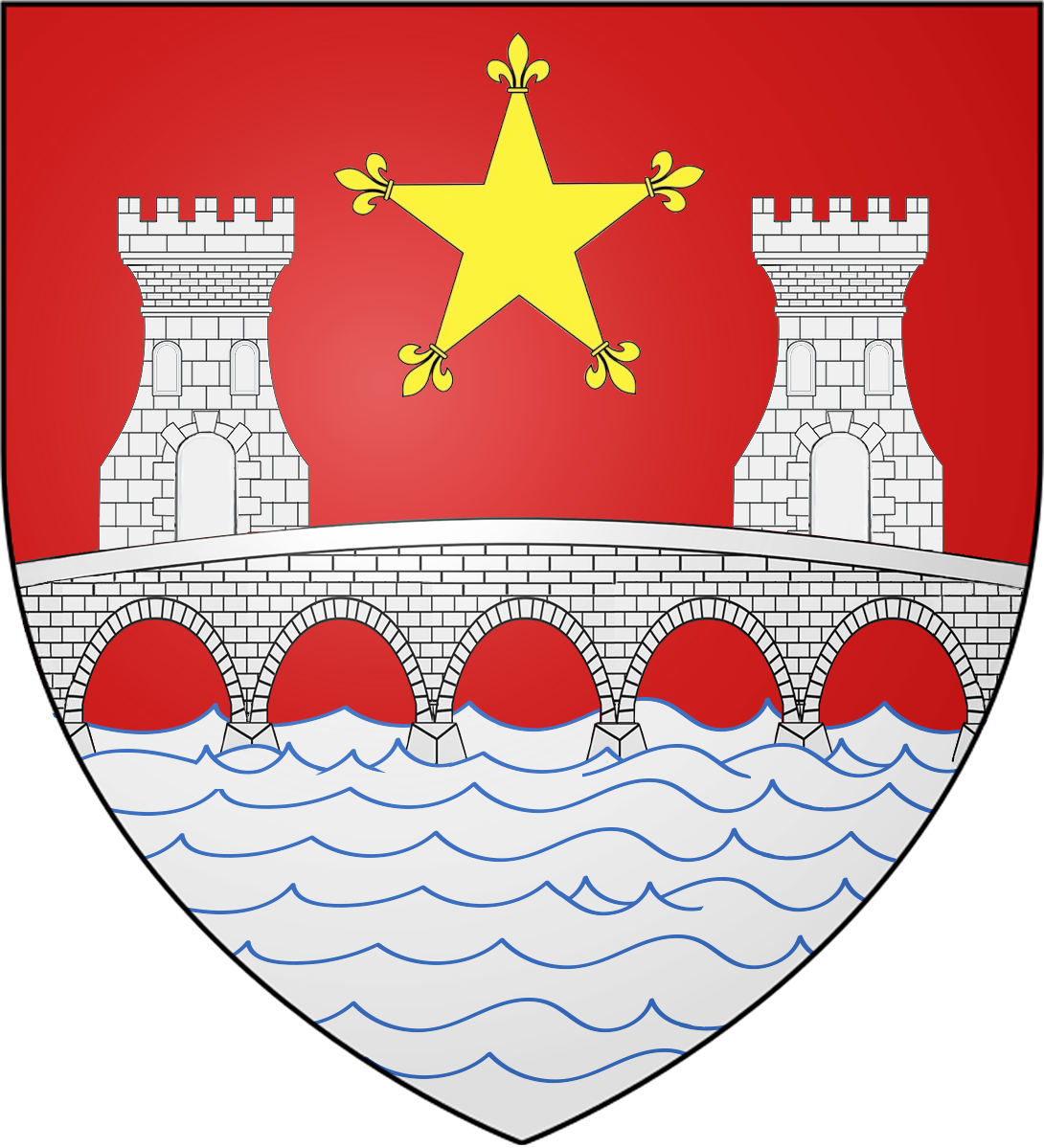
Armes Pontac, ombrée (avec brisure)
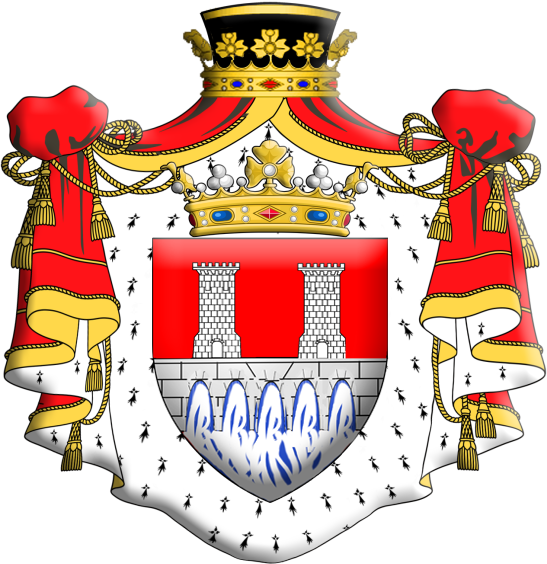
Armes du président de Pontac (avec manteau de président à mortier)
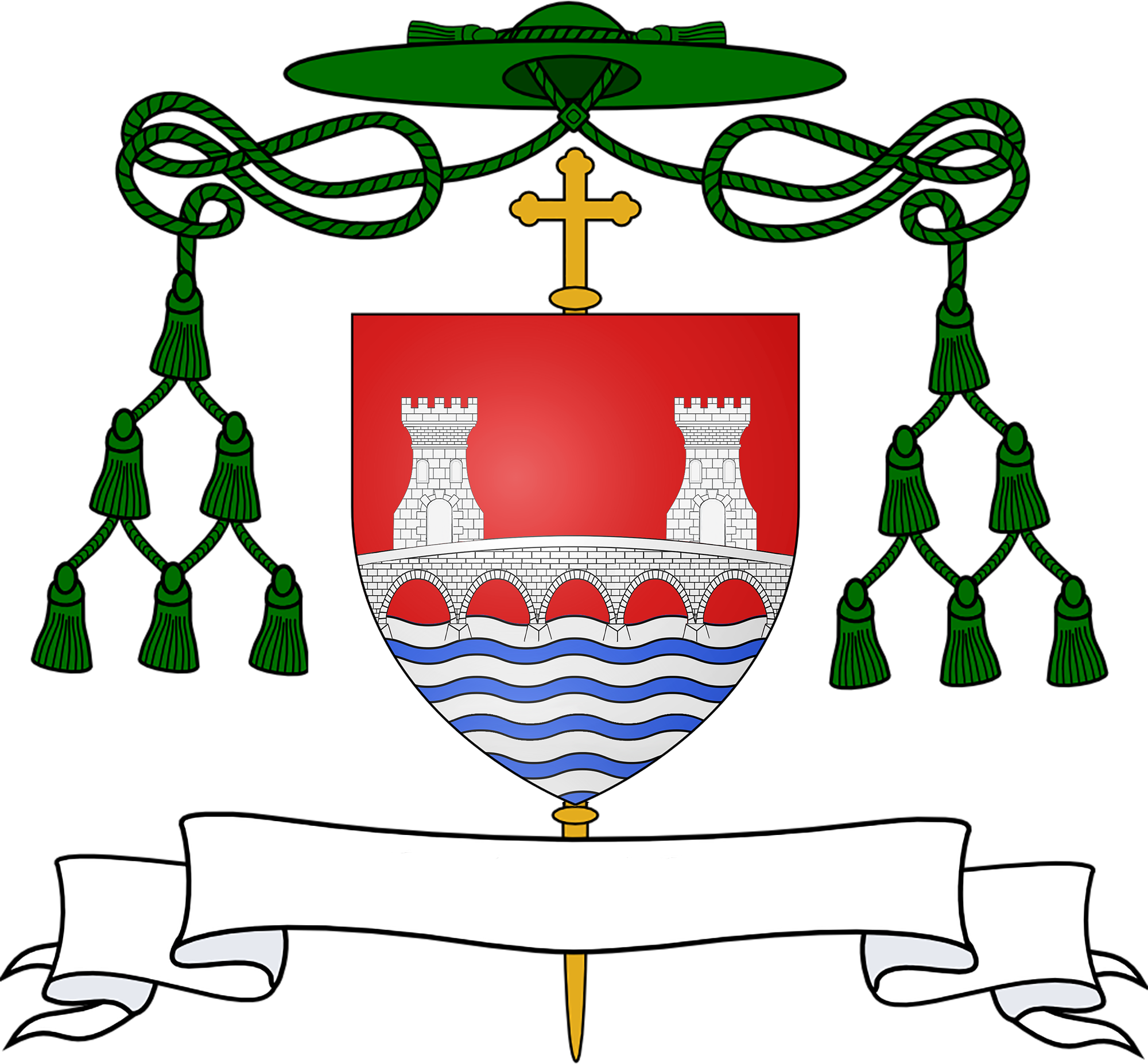
Armes d'Arnaud de Pontac, évêque de Bazas